# Luddskål
Luddskål (Humaria hemisphaerica) är en svampart som först beskrevs av Friedrich Heinrich Wiggers, och fick sitt nu gällande namn av Karl Wilhelm Gottlieb Leopold Fuckel 1870. Luddskål ingår i släktet Humaria och familjen Pyronemataceae.  Arten är reproducerande i Sverige. Inga underarter finns listade i Catalogue of Life.